# Endaphis perfida
Endaphis perfida är en tvåvingeart som beskrevs av Jean-Jacques Kieffer 1896. Endaphis perfida ingår i släktet Endaphis och familjen gallmyggor. Inga underarter finns listade i Catalogue of Life.